# الحبيل الابيض (حبيل جبر)

تعديل مصدري - تعديل

الحبيل الأبيض هي إحدى قرى عزلة حبيل جبر بمديرية حبيل جبر التابعة لمحافظة لحج، بلغ تعداد سكانها 61 نسمة حسب تعداد اليمن لعام 2004.